# Bistum Alsen-Ærø
Das Bistum Alsen-Ærø  (dänisch: Als-Ærø Stift) war ein Bistum der Dänischen Volkskirche. Es wurde 1819 vom Bistum Odense abgetrennt, weil die Inseln Ærø und Als zum Herzogtum Schleswig gehörten und damit ein anderes Schulrecht galt als auf Fünen, das den Hauptteil des Bistums bildete. Das neue Bistum umfasste nur 18 Kirchengemeinden und wurde zivilrechtlich dem Bistum Schleswig unterstellt.
Nach dem Sieg im Deutsch-Dänischen Krieg hob Preußen im April 1864 das Bischofsamt in Als auf, das nun in das Bistum Schleswig integriert wurde. Der Bischof Jørgen Hansen amtierte jedoch auf Ærø weiter, bis er am 19. Dezember 1864 vom König auf preußischen Druck hin abgesetzt wurde. Damit war das Bistum aufgelöst; Ærø kehrte zum Bistum Fünen zurück.

## Bischöfe
- 1819–1847: Stephan Tetens
- 1848–1867: Jørgen Hansen